# Alfa Romeo

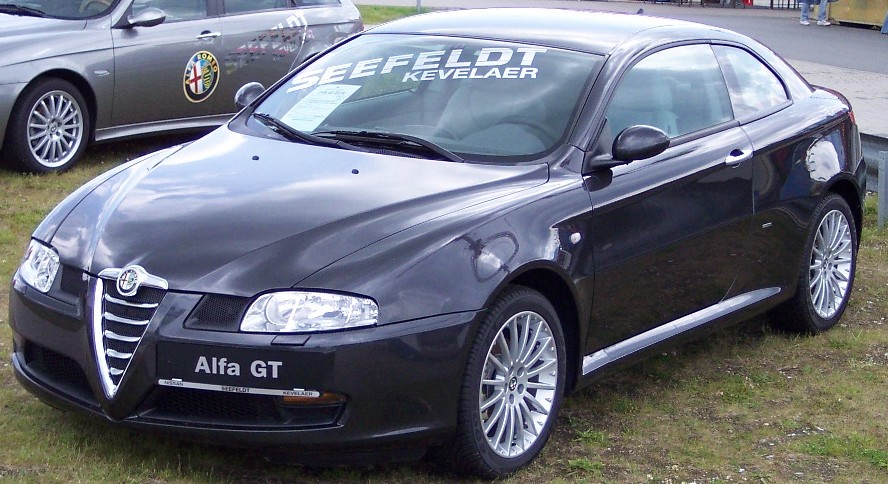
Alfa Romeo GT

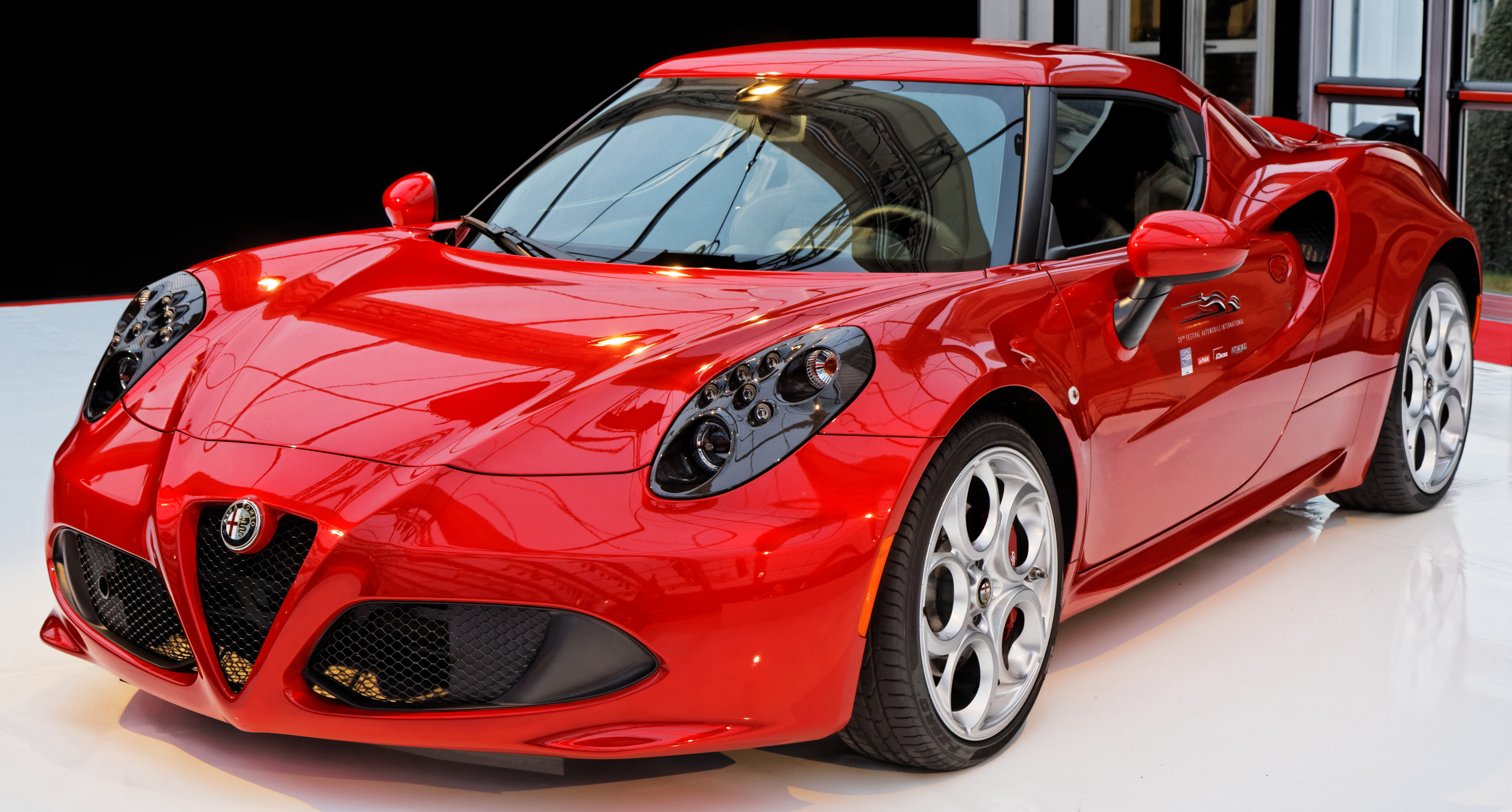
Alfa Romeo 4c

Alfa Romeo je italský výrobce automobilů. Od roku 1986 je Alfa Romeo členem skupiny Stellantis. Společnost se původně nazývala ALFA, což je akronym pro Anonima Lombarda Fabbrica Automobili (přeloženo: Automobilová továrna Lombard, veřejná společnost). (První logo:). V roce 1915 získal podnikatel Nicola Romeo ve firmě většinový podíl a vedoucí pozici. V roce 1918 převzal celou firmu a jeho podniky se přejmenovaly na „Società Anonima Italiana Ing. Nicola Romeo“. A.L.F.A. se v roce 1920 přejmenovala na současný název Alfa Romeo.

## Historie
Společnost, která se stala Alfou Romeo založil jako Darracq Italiana v roce 1907 Cavaliere Ugo Stella, aristokrat z Milána jako partner francouzské automobilové firmy, kterou vlastnil Alexandre Darracq. Společnost poté vyráběla auta Darracquova v Neapoli, ale poté, co partnerství ztroskotalo, Stella a další italští spoluinvestoři přesunuli výrobu do prázdné Darracquovy továrny na milánském předměstí Portello a společnost se přejmenovala na ALFA (Anonima Lombarda Fabbrica Automobili). První vůz, který továrna vyrobily byl model 1910 24 HP (pojmenované podle 24 koňských sil). Auto navrhl Giuseppe Merosi. Merosi navrhl další série nových vozů ALFA s výkonnějšími motory (40-60 koní). ALFA také zkusila automobilové závody s řidiči Franchinim a Ronzonim, kteří se účastnili soutěže Targa Florio v roce 1911 se dvěma čtyřiadvacetikoňovými modely. Na začátku první světové války byla výroba ALFY na tři roky zastavena.
V roce 1916 společnost přešla pod vedení neapolského podnikatele Nicola Romea, který přeměnil továrnu k výrobě vojenské techniky pro italský a spojenecký válečný program. Vyráběna byla munice, letecké motory a další komponenty, kompresory a generátory založené na existujících firemních motorech automobilů a také těžké lokomotivy. Když válka skončila, Romeo převzal nad ALFOU plnou kontrolu a výroba aut opět začala v roce 1919. V roce 1920 se název společnosti změnil na Alfa Romeo a prvním vozem pod touto novou značkou byl Torpedo 20-30 HP. Giuseppe Merosi pokračoval jako hlavní návrhář a společnost znovu vyráběla osobní i závodní vozy vozy (včetně 40-60 HP a RL Targa Florio).
V roce 1923 byl z Fiatu odlákán Vittorio Jano díky přesvědčování mladého závodníka Alfy Enza Ferrariho aby u Alfy Romeo nahradil hlavního designéra Merosiho. První Alfa Romeo od Jana byl vůz Alfa Romeo P2 Grand Prix, který pro Alfu Romeo vyhrál světový pohár v roce 1925. Pro silniční vozy Jano navrhl sérii malých až středně objemných řadových motorů se 4, 6, a 8 válci založených na jednotce P2. Tyto motory jsou základem klasické architektury motorů Alfa s lehkou slitinovou konstrukcí, polokulovými spalovacími komorami, svíčkami uloženými ve středu, dvěma nahoře uloženými ventily na každý válec a dvojitými vačkami. Tyto návrhy se ukázaly jako spolehlivé a výkonné.
Enzo Ferrari se ukázal být lepším týmovým manažerem než řidičem avšak poté, co byl tovární tým zprivatizován, Enzo Ferrari odešel z Alfy a založil vlastní tým s názvem Scuderia Ferrari. Pro Alfu pak nejčastěji řídil Tazio Nuvolari a před druhou světovou válkou vyhrál mnoho závodů, především na typu Alfa Romeo Tipo B/P3.

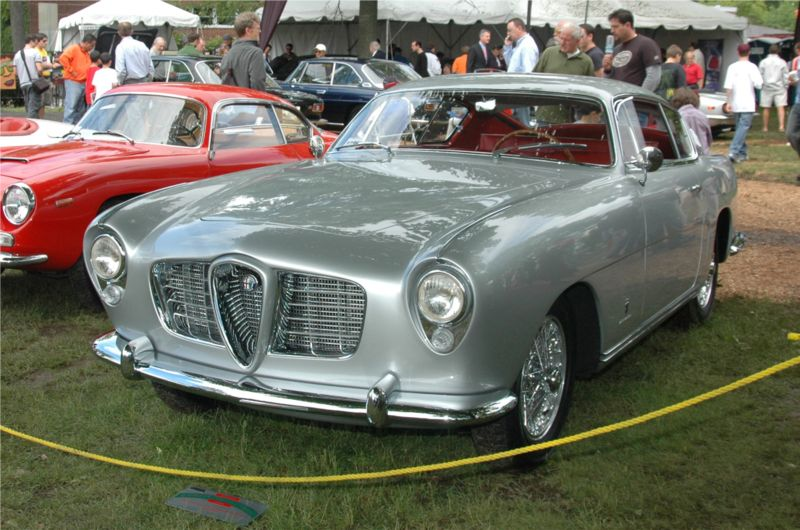
1955 Alfa Romeo Ghia Speciale 1900CSS

V roce 1928 Nicola Romeo firmu opustil a Alfa se dostala po ukončení kontraktů s vojskem do ekonomických problémů. V roce 1933 Alfu Romeo zachránila vláda, která tím nad firmou získala efektivní kontrolu. Alfa se stala nástrojem Mussoliniho Itálie, národním znakem. V tomto období Alfa stavěla zakázkové vozy pro bohaté, kdy karoserie navrhovaly a vyráběly jiné společnosti, jako například Touring z Milána nebo Pininfarina. Tato éra vyvrcholila legendárním závodním vozem Alfa Romeo 8C 2900B Typ 35.
Během druhé světové války byla továrna bombardována a po válce došlo k velké restrukturalizaci. Přestaly se vyrábět luxusní vozy a započala výroba menších, ekonomičtějších, masově produkovaných vozidel. Tím se firma dostala opět do zisku.
V 70. letech 20. století byla Alfa opět ve finančních potížích. V roce 1986 z Alfy vystoupila vláda a firmu odkoupil FIAT. Vedení FIATu spojil Alfu Romeo s automobilkou Lancia do jedné skupiny a obě společnosti pak současně vyráběli vozy pod svými značkami s využitím koncernové technologie FIAT.

## Historie znaku Alfy
V roce 1910 dostal návrhář Romano Cattane za úkol vytvořit znak pro novou společnost z Milána, Alfu. Legenda praví, že čekal na tramvaj na Piazza Castello v Miláně, a inspiroval se zde velkým červeným křížem rodiny Visconti a erbem hada (biscione) nad velkými dveřmi Castello Sforzesco.
Společně s dalším návrhářem, Giuseppe Merosim, načrtl znaky, které obsahovaly jak symbol města Milána, tak symbol rodiny Visconti v kruhovém motivu ohraničeném tmavě modrým kovovým kruhem obsahujícím nápis „ALFA“ a „MILANO“, který je oddělen dvěma uzly Savojské dynastie.

## Závodní historie

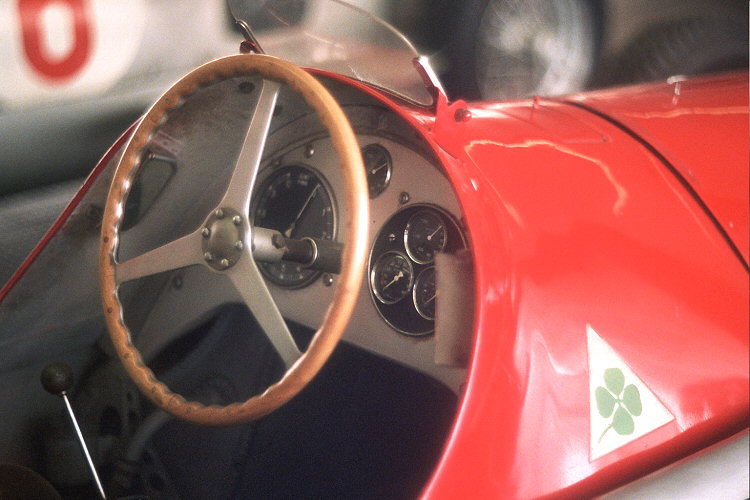
Alfa Romeo 159-detail

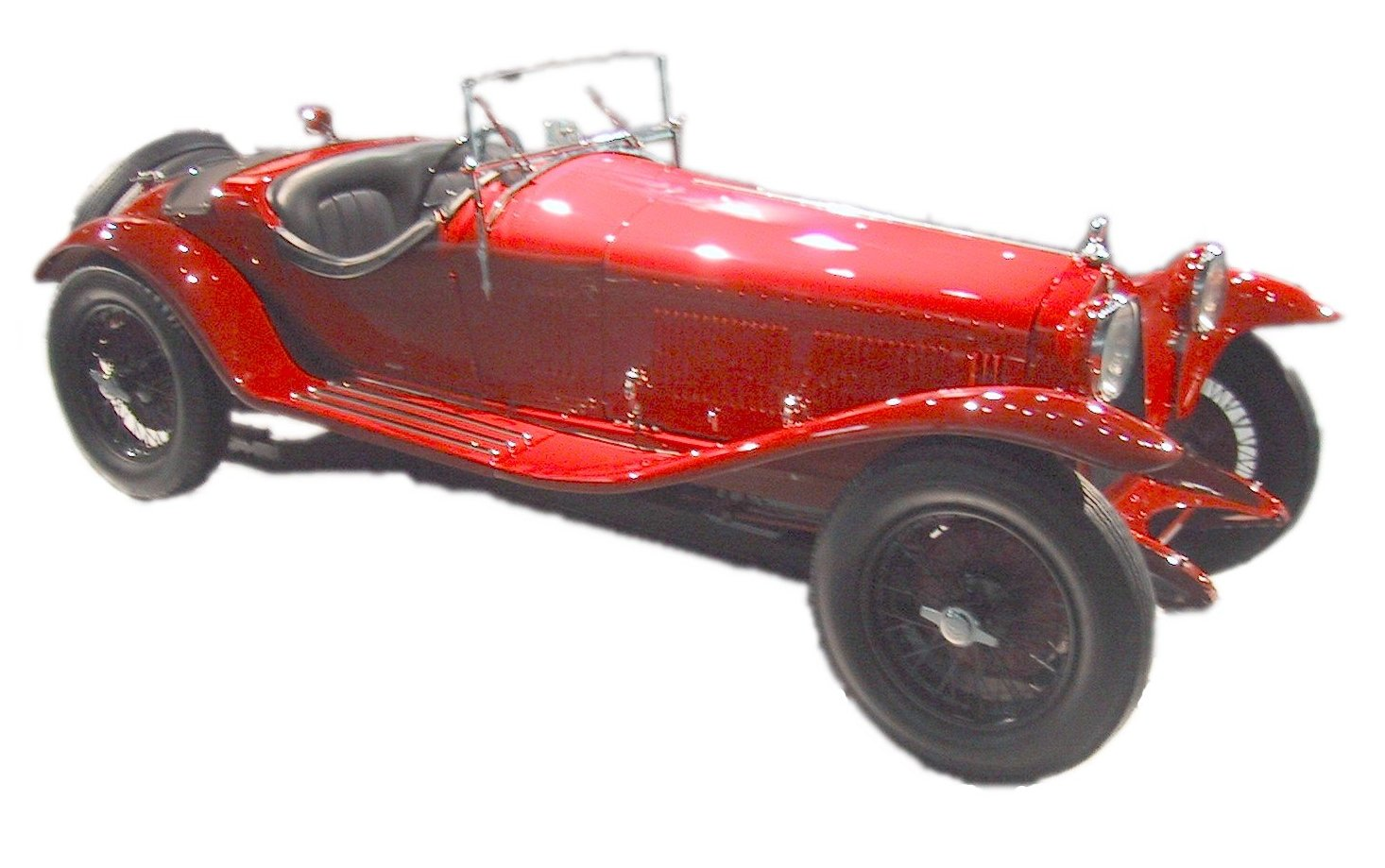
Alfa Romeo 6C

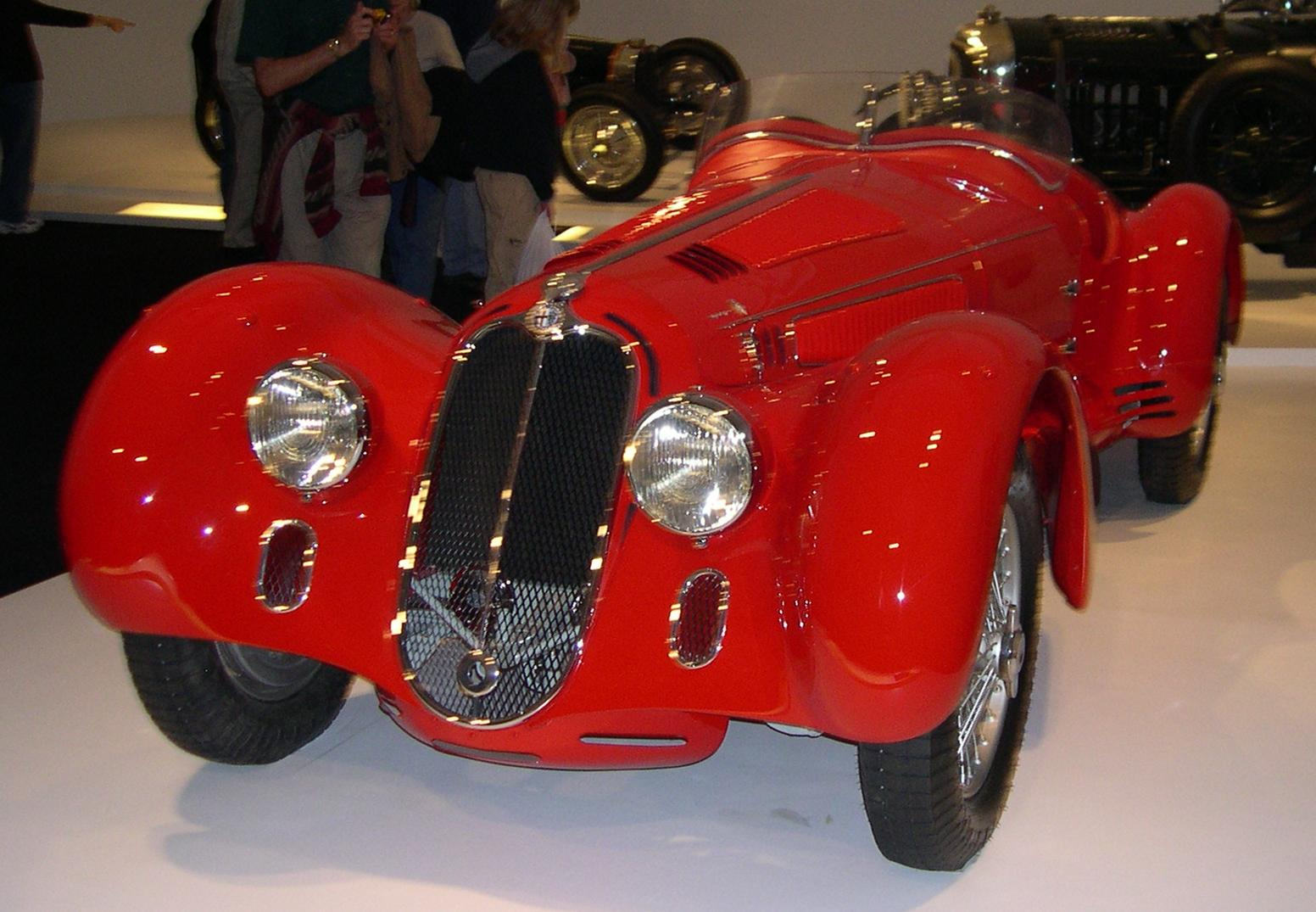
1938 Alfa Romeo 8C 2900 Mille Miglia

Alfa Romeo dosáhla mnoha prestižních vítězství v následujících soutěžích: Formule 1, Prototypy, Touring a Fast Touring. Soukromí jezdci také vstoupili do některých soutěží v rally s dobrými výsledky.
V roce 1923 byl z Fiatu do Alfy nalákán Vittorio Jano a navrhl pro Alfu motory, které jí přinesly závodní úspěchy v 20. a 30. letech 20. století. V roce 1925 bylo uspořádáno první Mistrovství světa v historii automobilových závodů, seriálu který mezinárodní automobilová federace AIACR potom pořádala v letech 1925 až 1930. Bylo to mistrovství světa výrobců, nikoli jezdců. Alfa Romeo s typem P2 (model pro rok 1925) toto zahajovací mistrovství světa automobilů vyhrála. Do mistrovství se započítávaly závody delší než 800 km: Indianapolis 500, Grand Prix Evropy (v belgickém Spa-Francorchamps), Grand Prix Francie (Montlhéry) a Grand Prix Itálie (Monza). Od roku 1924 do roku 1930 P2 zvítězila ve 15 Grand Prix včetně Targa Florio. Když se pak výsledky vozů Alfa začaly zhoršovat, Jano byl urychleně propuštěn.
V roce 1930 vyhrál Tazio Nuvolari závod Mille Miglia ve sportovním voze 6C 1750, tehdy proťal cílovou pásku po úžasném předjetí Achille Varzi bez světel (v noci). Nástupcem typu P2 pro závody Grand Prix byl monopost Alfa Romeo Tipo B/P3 (též označovaný jako Alfa Romeo P3) a byl jedním z nejúspěšnějších závodních vozů první poloviny 30. let (1932-1935). Od roku 1932 do roku 1941 typ P3 zvítězil ve 46 Grand Prix. Vůz P3 byl představen v červnu 1932, v polovině sezóny Grand Prix 1932 v Evropě. Vyhrál hned svůj první velký závod v rukou Tazia Nuvolariho a v tom roce vyhrál tým S.A. Alfa Romeo s P3 celkem 6 závodů, za řízení Nuvolariho a Rudolfa Caraccioly, včetně všech tří Grande Épreuves v Itálii (5. června), Francii (3. července, Nuvolari před Borzacchinim a Caracciolou, všichni na P3) a Německu (17. července, Carracciola před Nuvolarim a Borzacchinim, všichni na P3). Sezonu P3 uzavřel 3 vítězstvími na menších závodech v Itálii, 31. července Coppa Ciano (Nuvolari před Borzacchinim), 14. srpna Coppa Acerbo (Nuvolari před Caracciolou) a 11. září Velká cena Monzy (Carraciola). Nuvolari se stal mistrem Evropy jezdců, Caracciola skončil na 3. místě a Alfa Romeo zvítězila v poháru výrobců. Sbírku úspěšných vystoupení doplnil Giuseppe Campari 4. místem v Itálii (celkově v ME na 9. místě) a Baconin Borzacchini 2. místem ve Francii a 3. v Německu (celkově v ME na 2. místě).
Vůz 8C 2300 vyhrával 24hodinový závod Le Mans od roku 1931 do 1934. Alfa potom přestala závodit, protože ji převzala vláda. Závodění Alfy převzala Scuderia Ferrari jako oddělený závodní tým Alfy. (Enzo Ferrari pro Alfu řídil než začal tým vést, a poté začal vyrábět vlastní vozy). V roce 1935 Alfa Romeo vyhrála Velkou cenu Německa s Nuvolarim za volantem. V roce 1938 vyhrál Mille Miglia Biondetti ve voze 8C 2900B Corto Spyder, o kterém se od té doby mluví jako o modelu „Mille Miglia“. Úspěšným monopostem firmy byl typ Alfa Romeo Tipo B/P3, který v letech 1932-1942 zvítězil ve 46 Grand Prix. Před válkou Scuderia Ferrari v letech 1936-7 závodila i s vozy Alfa Romeo 12C, ty ale patří v historii firmy k méně úspěšným, přestože vyhrály 8 Velkých cen, ale neprosadily se proti německým vozům Mercedes-Benz a Auto Union.
V roce 1950 vyhrál Nino Farina Světový šampionát Formule 1 ve voze 158 s přeplňováním, v roce 1951 vyhrál zase Juan Manuel Fangio ve voze Alfetta 159 (úprava vozu 158 s dvoustupňovým přeplňováním). Alfa Romeo se vrátila do Formule 1 v roce 1976, nejdříve jako dodavatel motorů pro Brabham a poté v letech 1979 až 1985 jako konstruktér. Alfa také dodávala motory maličkému italskému týmu Osella v letech 1983 až 1988. Mnoho úspěchů nedosáhli, i když Brabham-Alfa vyhrála dva závody v roce 1978.
Různé verze vozu Tipo 33 závodily v kategorii prototypů v období 1967 až 1977 a vyhrály tituly v letech 1975 a 1977.

## Alfa v populární kultuře
Kolem roku 1960 se Alfa proslavila svými malými auty a modely navrženými pro italskou policii – „Pantery“ ,,,,) a Carabinieri (); mezi nimi slavný „Giulia Super“, nebo 2600 Sprint GT, který získal přezdívku „Inseguimento“ (o tomto autě se mylně předpokládá, že šlo právě o vůz, který slavný velitel římské policie a nedostižný řidič Armandino Spadafora dostal na Španělské schody, když v roce 1960 pronásledoval lupiče – ve skutečnosti šlo o černé Ferrari 250 GT/E – tento obrázek Giulie  je z filmu a není na Španělských schodech).
Předtím než ji koupil Fiat, Alfa vedla odvážnou obchodní politiku, neustále experimentovala s novými řešeními a používala je v sériové výrobě dokonce i přes riziko ztráty podílu na trhu. Alfa často používala kontroverzní a neortodoxní design.
Anglická brožurka píše:
Alfa Romeo Giulia 1600 SS – Pro muže, který má všechno, je tu auto, aby mu dělalo společnost… Cena je 2394 £ včetně daně. Drahé? Přirozeně! Co byste čekali od ručně vyrobené Alfy? 
Šlo o auta, která umožňovala sportovní jízdu na běžných silnicích, za předpokladu, že řidič byl dostatečný nadšenec aby přijal jejich zvláštní „zvuk".
V Italštině se majiteli Alfy Romeo říká „Alfista“ a skupině takových lidí se říká „Alfisti“. Alfu Romeo její majitelé někdy uctívají a mnoho modelů se stalo kultovními modely.[zdroj⁠?!] Ve světě je mnoho Alfa Romeo klubů.

## Návrat do USA
V roce 1995 Alfa přestala vyvážet auta do USA. Na britských internetových stránkách Alfy se píše „Dlouho očekávaný návrat Alfy Romeo do Spojených států by měl přijít v roce 2007 s novou modelovou řadou.“ Nejdříve se do zámoří dostanou asi modely Alfa Romeo 159, Brera, 8C Competizione a Spider, které už byly navrženy tak, aby vyhovovaly bezpečnostním nařízením USA.
Návrat Alfy Romeo do USA byl potvrzen 5. května 2006 Fiatem. Měl začít prodejem 8C Competizione v roce 2008. Později, zhruba v letech 2010–2011, Alfa Romeo měla začít prodávat 159, Breru a Spider, poté, co tyto modely prošly omlazovací kúrou. Nakonec k návratu na trh USA došlo v létě 2014. Prvním vozem, který měli dealeři začít nabízet byl dvousedadlový sportovní vůz Alfa Romeo 4C.

## Výroba
Až do 80. let 20. století měly všechny Alfy Romeo, kromě modelu Alfasud, zadní náhon. Podle vedení Fiatu, kvůli zlepšení ekonomické situace, se budou všechny modely Alfy vyrábět na stejné základní platformě (např. rám). Dokonce Maserati bude mít s Alfou některé společné prvky.

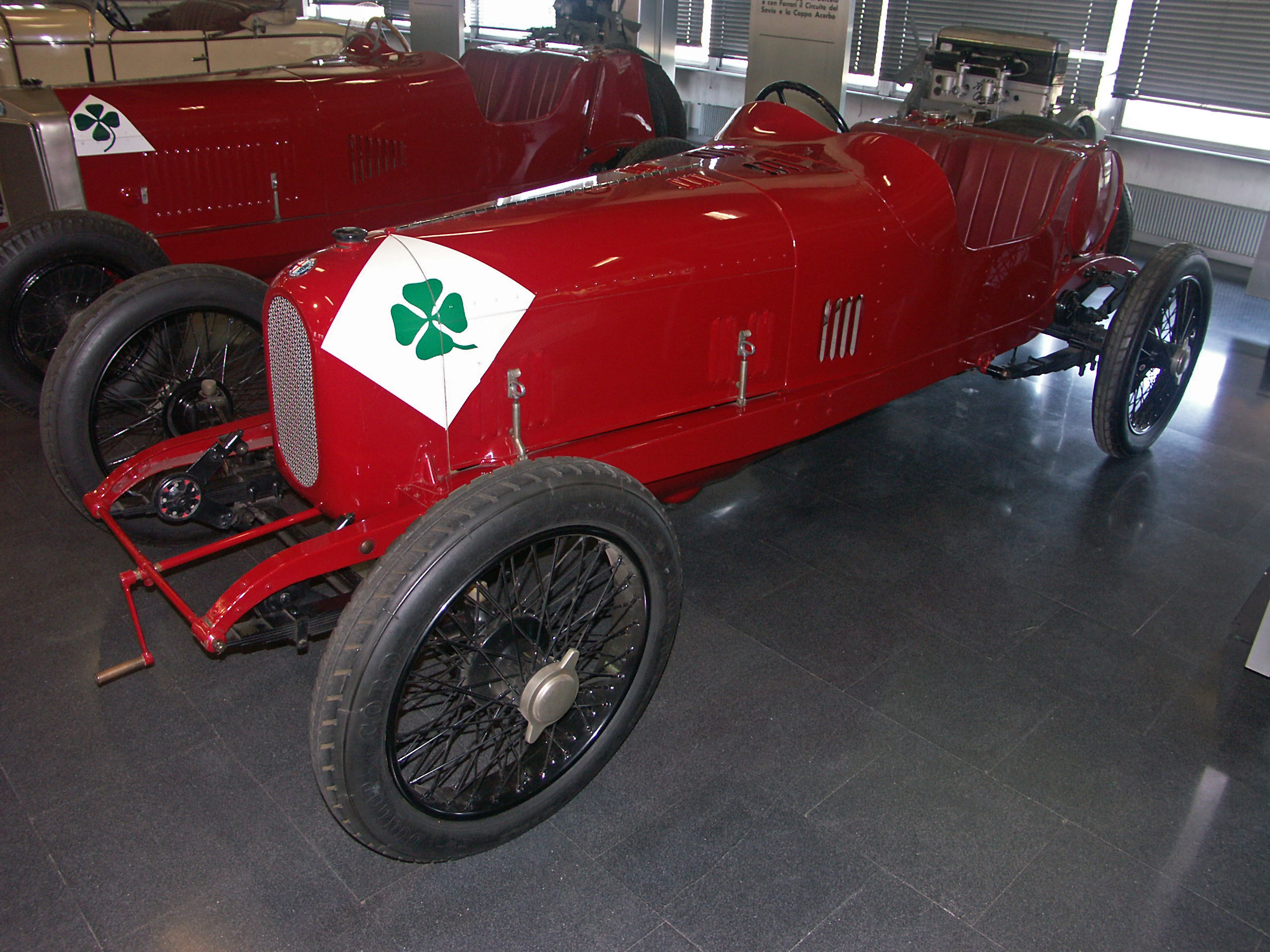
Alfa Romeo RL se čtyřlístkem

Znaky Čtyřlístku (Quadrifoglio Verde) značí varianty vozů Alfa, kde toto označení znamená špičkový komfort a motor. Původně, do druhé světové války, se takto označovaly závodní vozy. Znak se poprvé objevil v dubnu 1923, když si Uvo Sivocci před startem 14. závodu Targa Florio na přední masku své Alfy Romeo RL namaloval čtverec se zeleným čtyřlístkem pro štěstí a závod (se startovním číslem 13) poprvé vyhrál. V září při Velké ceně Evropy v Monze se Sivocci při kvalifikaci zabil, čtyřlístek si chtěl na nové auto Alfa Romeo P1 namalovat až na samotný závod. Čtyřlístek se poté stal symbolem závodních Alf a značil vysoký výkon. Některé moderní Alfy jsou také označené čtyřlístkem, jde o zelený čtyřlístek na bílém pozadí (Quadrifoglio Verde), ale objevují se i varianty s modrým lístkem na bílém pozadí.
Alfetty z 80. let 20. století se prodávaly i ve variantách „Stříbrný lístek“ a „Zlatý lístek“ (Quadrifoglio Oro), což označovalo vrchol řady. Jednalo se o stříbrný nebo zlatý čtyřlístek, který označoval specifikaci vozu. Na některých trzích se model „Zlatý lístek“ prodával jako 159i, aby naznačil příslušnost k modelu 159.
Různost nabízeného vybavení se označuje například nápisy lusso (luxus), turismo a GTA (gran tourismo allegerita, čili odlehčené GT). Úprava GTA je nabízena u modelů 147, 156, Giulia a zahrnuje šestiválcový motor. V minulosti Alfa Romeo nabízela ještě úpravu sprint (z italského sprinta což znamená vyladěný).
V roce 2008 značka vyrobila 103 097 vozidel, o rok později 103 687 a v roce 2010 již 119 451 kusů.

## Modely

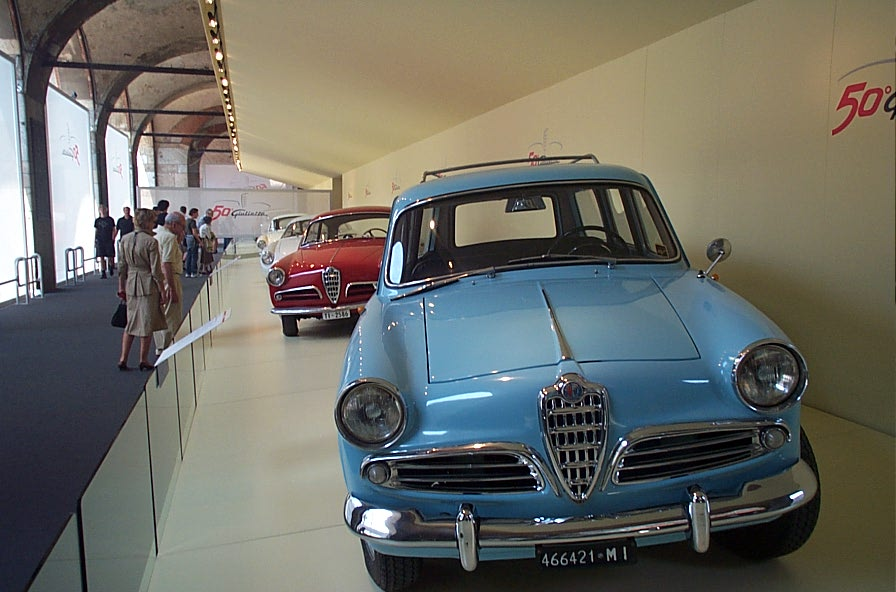
Výstava oslavující 50 let Alfa Romeo Giulietta v Miláně, 2004

| Vozy Alfa Romeo od Era | Vozy Alfa Romeo od Era                     |
| ---------------------- | ------------------------------------------ |
| 1950–1960              | Alfa Romeo 1900                            |
| 1950–1960              | Alfa Romeo AR 51 ‚Matta‘ offroad 4WD.      |
| 1950–1960              | Alfa Romeo Disco Volante                   |
| 1950–1960              | Alfa Romeo Giulietta (1954) – 1.3          |
| 1950–1960              | Alfa Romeo 2000                            |
| 1960 – 1970            | Alfa Romeo Giulia (1962) – Super 1600 – TI |
| 1960 – 1970            | Alfa Romeo TZ                              |
| 1960 – 1970            | Alfa Romeo GTA                             |
| 1960 – 1970            | Alfa Romeo Sprint GT (Veloce)              |
| 1960 – 1970            | Alfa Romeo 2600                            |
| 1960 – 1970            | Alfa Romeo Spider                          |
| 1960 – 1970            | Alfa Romeo 33 Stradale                     |
| 1960 – 1970            | Alfa Romeo 1750-2000 GT Veloce             |
| 1970 – 1985            | Alfa Romeo Montreal (1970 – 1977)          |
| 1970 – 1985            | Alfa Romeo Alfasud (1972 – 1983)           |
| 1970 – 1985            | Alfa Romeo Alfetta (1972 – 1984)           |
| 1970 – 1985            | Alfa Romeo Sprint (1976 – 1989)            |
| 1970 – 1985            | Alfa Romeo Giulietta (1977) (1977 – 1985)  |
| 1970 – 1985            | Alfa Romeo Alfa 6 (1979 – 1986)            |
| 1985 – 1995            | Alfa Romeo GTV                             |
| 1985 – 1995            | Alfa Romeo GTV6                            |
| 1985 – 1995            | Alfa Romeo Arna (1983 – 1986)              |
| 1985 – 1995            | Alfa Romeo 33 (1983 – 1994)                |
| 1985 – 1995            | Alfa Romeo 90 (1984 – 1987)                |
| 1985 – 1995            | Alfa Romeo 75 (1985 – 1992)                |
| 1985 – 1995            | Alfa Romeo 164 (1987 – 1999)               |
| 1995 – 2000            | Alfa Romeo SZ                              |
| 1995 – 2000            | Alfa Romeo GTV & Spider (1995 – 2006)      |
| 1995 – 2000            | Alfa Romeo 145 (1995 – 2001)               |
| 1995 – 2000            | Alfa Romeo 146 (1995 – 2001)               |
| 1995 – 2000            | Alfa Romeo 155 (1992 – 1998)               |
| 1995 – 2000            | Alfa Romeo 156 – GTA (1997 – 2005)         |
| 1995 – 2000            | Alfa Romeo 166 (1999 – 2007)               |
| 2000-2015              | Alfa Romeo GT (2004 – 2010)                |
| 2000-2015              | Alfa Romeo 147 – GTA (2001 – 2010)         |
| 2000-2015              | Alfa Romeo 159 (2005 – 2011)               |
| 2000-2015              | Alfa Romeo Brera & Spider (2006 – 2010)    |
| 2000-2015              | Alfa Romeo MiTo (2008 – 2018)              |
| 2000-2015              | Alfa Romeo Giulietta (2010) (2010 – 2020)  |
| 2000-2015              | Alfa Romeo 8C Competizione (2007–2010)     |
| 2016                   | Alfa Romeo Giulia (2016)                   |
| 2017                   | Alfa Romeo Stelvio (2017)                  |
| 2022                   | Alfa Romeo Tonale (2022)                   |
| 2024                   | Alfa Romeo Junior (2024)                   |

## Motory
- 1954–1994 Twin Cam – 1290, 1570, 1750, 1779, 1962
- 1992 – TwinSpark – 1.6, 1.7, 1.8, 2.0
- 1997 – TwinSpark 16V – 1.4, 1.6, 1.8, 2.0
- 1979 – V6 – 2.5, 3.0, 3.2
- 1999 – JTD/JTDm – 1.9, 2.4